# Synagoga Kupiczewska w Mohylewie
Synagoga Kupiczewska w Mohylewie – synagoga położona przy obecnej ul. Liebknechta. 
Została zbudowana w XIX wieku jako jedna z pierwszych murowanych bóżnic w Mohylewie przy ówczesnej ulicy Pożarnyj (Pocztowyj) Piereułok. 